# Pulsation (musique)
Pour les articles homonymes, voir Pulsation.

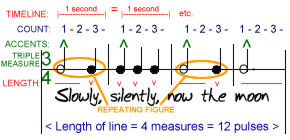
Illustration d'une pulsation musicale.

Pulsation est un terme désignant, dans la musique mesurée et en parlant de rythme, le battement qui revient de manière cyclique au début de chaque temps. 

## Caractéristiques
La régularité de la pulsation garantit l'égalité des temps et, par conséquent, un certain tempo. La pulsation est donc une graduation régulière du temps musical. Dans un sens global, « la » pulsation désigne habituellement l'« ensemble » des battements d'un morceau ou d'un passage donné. En parlant d'« une » pulsation, on considère le battement, isolé, d'un temps particulier. Cependant, il existe de nombreux exemples — et dans tous les types de répertoires — de musique non mesurée, dont la graduation du temps est donc irrégulière ou inexistante.

## Temps
On peut dire que la pulsation fait naître un nouveau temps en marquant la fin du temps précédent. Il faut donc deux pulsations pour délimiter un temps : la pulsation du temps en question, qui coïncide avec le début de celui-ci, et la pulsation du temps suivant, qui interrompt le temps en cours.
En langage mathématique, les pulsations pourraient être représentées par des points (A, B, C, D, E...) sur une droite orientée de gauche à droite, et les temps, par des segments de droite ( [AB[, [BC[, [CD[ ...). Pour résumer, et conformément au principe bien connu « de la borne et de l'intervalle », à un nombre de temps consécutifs donné doit correspondre un même nombre de pulsations plus une.